# Erstaufführung
Die Erstaufführung (kurz EA) ist – im Gegensatz zur ersten öffentlichen Aufführung (der Uraufführung, UA) – die erste Aufführung eines Bühnenstücks oder musikalischen Werks in einer Stadt oder einem Staat, beispielsweise Berliner Erstaufführung oder österreichische Erstaufführung. Im Fall der Erstaufführung einer Übersetzung kommt auch der Begriff „deutschsprachige Erstaufführung“ (DSE) zur Verwendung. Bevor sich der Terminus Uraufführung etablierte, also im 18. und 19. Jahrhundert, stand Erstaufführung für die erste Aufführung eines neuen Werkes.